# Welsberg (Itzgrund)
Welsberg ist ein Gemeindeteil von Itzgrund im oberfränkischen Landkreis Coburg.

## Geographie
Das Dorf liegt etwa zwölf Kilometer südwestlich von Coburg auf einem Bergrücken zwischen dem westlich gelegenen Rodachtal und dem östlich gelegenen Itzgrund. Durch das Dorf führt die Kreisstraße CO 5 von Rossach nach Schottenstein.
Etwa 1,8 Kilometer westlich liegt die Einöde Sorghof, eine ehemalige Försterei.

## Geschichte
Eine urkundliche Erwähnung von Welsberg war im Jahr 1496, als die Brüder Kraft und Pangratz von Lichtenstein mit Jeronimus von Lichtenstein und anderen den Zehnten zu Welßberg vom Würzburger Bischof zu Lehen nahmen. Der Ort gehörte zum Kirchsprengel der Urpfarrei Pfarrweisach. 1452 wurde das Dorf der neu erhobenen Pfarrei Watzendorf zugeordnet. Ende des 18. Jahrhunderts unterstand der eine Teil Welsbergs dem Hochstift Würzburg, der andere Teil gehörte zur Gutsherrschaft Gereuth derer von Greiffenclau. Welsberg lag direkt an der Grenze zwischen dem Hochstift und dem Fürstentum Sachsen-Coburg. Zu den Vorgängern der Greiffenclaus zählten die von Lichtenstein. Zeitweise gab es in Welsberg einen adeligen Ansitz, den Ernst Wilhelm von Lichtenstein zu Schottenstein bewohnte.
1848 wurden die Weiler Büdenhof, erstmals im 12. Jahrhundert genannt, und Sorghof, erstmals im 16. Jahrhundert genannt, eingegliedert. 1910 errichtete die Gemeinde ein Schulhaus, 1911 wurde das Dorf durch ein Feuer stark zerstört.
1925 hatte das Dorf 148 Einwohner und 29 Wohnhäuser. In der Gemeinde, aus Welsberg, Büdenhof und Sorghof bestehend, lebten 167 Personen, von denen 157 zum Kirchsprengel der evangelisch-lutherischen Kirche in Schottenstein gehörten. Im Jahr 1987 hatte das Dorf 150 Einwohner und 33 Wohnhäuser mit 38 Wohnungen.
Am 1. Juli 1972 wurde der Landkreis Staffelstein aufgelöst. Seitdem gehört Welsberg zum Landkreis Coburg. Im Zuge der bayerischen Gebietsreform verlor Welsberg am 1. Mai 1978 seine Selbstständigkeit als Gemeinde und wurde, wie seine Ortsteile, die Einöden Büdenhof und Sorghof, ein Gemeindeteil von Itzgrund.

### Einwohnerentwicklung
| Jahr      | 1875 | 1900 | 1925 | 1950 | 1970 | 1987 | 2013 |
| --------- | ---- | ---- | ---- | ---- | ---- | ---- | ---- |
| Einwohner | 163  | 165  | 148  | 220  | 139  | 150  | 147  |

## Sehenswürdigkeiten

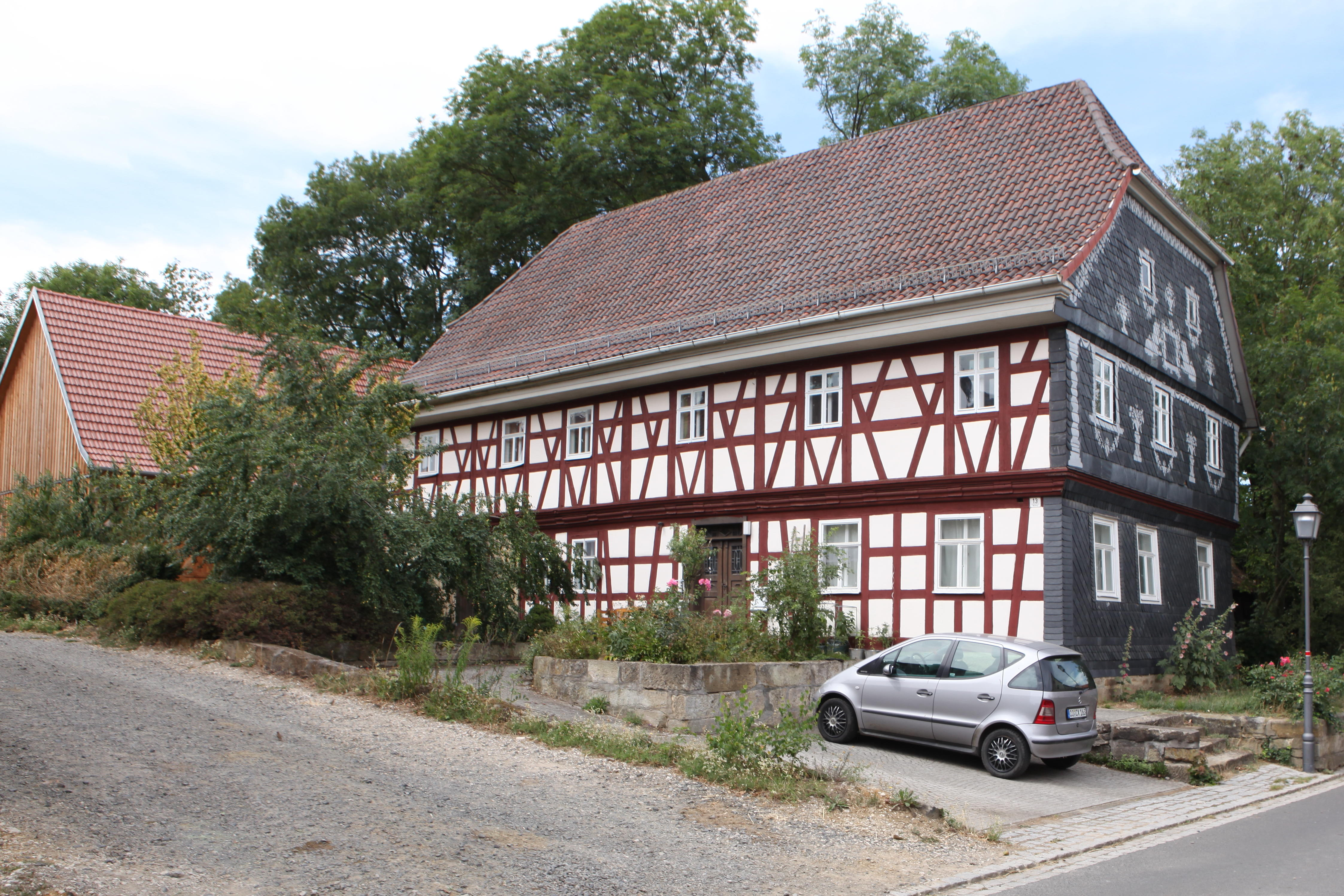
Ehemaliges Wirtshaus

Das ehemalige Wirtshaus, ein stattlicher Fachwerkbau mit Halbwalmdach stammt im Kern aus dem 18. Jahrhundert. In der Liste der Baudenkmäler in Itzgrund sind weitere Baudenkmäler aufgeführt.